# Societät Christlicher Liebe und Wissenschaften
Die Societät Christlicher Liebe und Wissenschaften war eine Gelehrtengesellschaft und Witwenkasse des 18. Jahrhunderts.

## Geschichte
Die Societät wurde 1713 durch Samuel Steuerlein in Schleusingen gegründet. Später wurde sie von Valentin Ernst Löscher in Dresden weitergeführt. Ziel der Gesellschaft war die Pflege der Wissenschaften und die finanzielle Absicherung der Witwen und Waisen der verstorbenen Mitglieder. Dazu traf sich die Sozietät in der Regel zweimal jährlich zum Austausch eigener wissenschaftlicher Schriften. Mitglieder mussten gelehrt sein und durften bei Aufnahme das 40. Lebensjahr noch nicht überschritten haben. Insgesamt sollten nicht mehr als 60 Mitglieder aufgenommen werden. Im Todesfall wurden den Hinterbliebenen 30 Taler sofort ausgezahlt, anschließend den Witwen eine lebenslange Rente von sechs Talern gewährt und unmündige Kinder durch die Mitglieder der Gesellschaft versorgt. Außerdem ließ die Gesellschaft Gedenkschriften die Verstorbenen drucken. Diese Drucke sind die umfangreichste Hinterlassenschaft der Gesellschaft und können weiter zu ihrer Erforschung beitragen. Nach 1795 wurden diese Gedenkschriften nur noch auf ausdrücklichen Wunsch der Erben hin gedruckt, was zu deren Ende beitrug. Die Gesellschaft bestand mindestens bis 1822, wovon eine Schrift zum hundertjährigen Jubiläum zeugt.

## Präsidenten bis 1822
- Samuel Steuerlein, 1713–1718
- Johann Andreas Gleich, 1718–1734
- David Christian Valther, 1734–1739
- Friedrich Gottlob Beyer, 1739–1742
- Valentin Ernst Löscher, 1742–1749
- Martin Simon Stark, 1749–1765
- Johann Joachim Gottlieb am Ende, 1765–1777
- Friedrich Glasewald, 1777–1784
- Johann Friedrich Rehkopf, 1784–1789
- Karl Christian Tittmann, 1789–1820
- Karl Christian Seltenreich, ab 1820